# Bikini Pie Fight
Bikini Pie Fight è il secondo album studio del gruppo pop punk statunitense Lustra, pubblicato da Xoff Records nel 2000 e ripubblicato nel 2003 da V2 Records. Contiene canzoni di EP precedenti oltre a sette nuove tracce.

## Tracce
1. Porno Gateway – 2:01
2. Captain Tito – 2:40
3. Newbury Window – 2:41
4. Big Gay Friend – 2:53
5. Mark Fu – 3:08
6. My Man Mike – 2:35
7. Return to Disco Mountain – 3:04
8. It's All Good – 3:06
9. Number 9 – 1:57
10. Mountains, Literally Mountains, Of Coke – 3:08
11. Fingerbang – 3:19
12. T-22 – 6:50

## Formazione
- Chris Baird - voce, basso
- Nick Cloutman - chitarra
- Bruce Fulford - batteria